# Carla Boni
Carla Boni (Ferrara, 17 de julio de 1925 - Roma, 17 de octubre de 2009) fue una cantante italiana. 

## Biografía
Nacida Carla Gaiano, después de varios concursos, en 1951 entró establemente en la plantilla de la RAI.
La victoria en el Festival de Sanremo 1953 con Viale d'autunno junto a Flo Sandon's le dio una enorme popularidad. En el mismo evento también se presentó el tema Acque amare, compuesto por Carlo Alberto Rossi.
En 1955 ganó el Festival de Nápoles con E stelle 'e Napule junto a su futuro marido Gino Latilla y Maria París.
En 1956 condujo al éxito el famoso Mambo italiano y al año siguiente obtuvo otro éxito en el Festival de Sanremo con Casetta in Canadà.
En total, participó en cinco ocasiones en el Festival de San Remo (de 1953 a 1961) y otras tantas en el Festival de Nápoles (de 1952 a 1962). Participó también en otras actuaciones musicales, como Canzonissima, Un disco per l'estate de 1964, etc. 
Luego pasó por un largo período en el que alternó momentos de descanso, conciertos y repasos de sus éxitos. También se presentó en grupo con compañeros de su tiempo (Nilla Pizzi, Gino Latilla, Giorgio Consolini). 
A finales de la década de los noventa volvió a ser centro de atención gracias a la participación en el sencillo de Flabby, un cover de su mayor éxito, Mambo italiano. 
En 2007 se publicó un álbum de canciones inéditas, titulado Aeroplani ed angeli, escrito por jóvenes cantautores, como Alessandro Orlando Graziano, creador y productor de este proyecto.